# Gloria Warren
Pour les articles homonymes, voir Warren.
Gloria Warren (née Weiman ; 7 avril 1926 – 11 septembre 2021) est une actrice américaine, chanteuse soprano et philanthrope.

## Filmographie
- Always in My Heart (1942)
- Cinderella Swings It (1943)
- Dangerous Money (1946)
- Don't Gamble with Strangers (1946)
- Bells of San Fernando (1947)